# Vzájemně interagující temná hmota
V astrofyzice je vzájemně interagující temná hmota (SIDM) hypotetická forma temné hmoty skládající se z částic se silnou vzájemnou interakcí. Tento typ temné hmoty byl postulován v roce 2000 jako řešení řady konfliktů mezi pozorováním a simulacemi (bezkolizní studená temná hmota) na galaktickém měřítku a menších. Byla také použita k vysvětlení pozorování ESO 146-5 jádra kupy galaxií Abell 3827.
Byla také vyslovena domněnka, že vzájemně interagující temná hmota by mohla sloužit jako vysvětlení pro roční modulace signálu v experimentu DAMA.

## Další literatura
- BERTONE, Gianfranco. Particle Dark Matter: Observations, Models and Searches. [s.l.]: Cambridge University Press, 2010. ISBN 978-0-521-76368-4. S. 762.
- MUSSER, George. What's the Matter?. www.scientificamerican.com. Scientific American, May 2000. Dostupné online. doi:10.1038/scientificamerican0500-24.
- LAWRENCE, Krauss. Quintessence: The Search for Missing Mass in the Universe. [s.l.]: Basic Books, 2000. ISBN 978-0465037414. S. 384.